# João Caetano Carneiro da Silva
João Caetano Carneiro da Silva, primeiro e único barão e visconde de Quissamã, (Quissamã, 17 de agosto de 1836 — Quissamã, 11 de agosto de 1925) foi um fidalgo, fazendeiro e empresário brasileiro. 
Agraciado como Cavaleiro da Imperial Ordem de Cristo e Comendador da Imperial Ordem da Rosa. Foi Tenente-coronel da Guarda Nacional e um dos fundadores da Cia. Engenho Central de Quissaman, tendo sido o presidente por vinte e seis anos. Herdou, de seus pais, o Solar da Fazenda Quissamã, onde residiu até sua morte, hoje sede do "Museu Casa Quissamã".
Filho de José Carneiro da Silva, primeiro barão e visconde com grandeza de Araruama, e de dona Francisca Antonia Ribeiro de Castro, filha de Manuel Antônio Ribeiro de Castro, primeiro barão de Santa Rita. Sobrinho paterno do primeiro barão de Ururaí e materno do visconde de Santa Rita, da viscondessa de Muriaé, e do Comendador Antônio Ribeiro de Castro.
Irmão de João José Carneiro da Silva, barão de Monte de Cedro; de Bento Carneiro da Silva, conde de Araruama; de Manuel Carneiro da Silva, visconde de Ururahy; e da baronesa dona Francisca de Vellasco de Castro Carneiro Silveira da Motta, esposa do barão de Vila Franca.

## Genealogia
Casou-se com sua sobrinha dona Anna Francisca Carneiro Ribeiro de Castro, viscondessa consorte,  nascida em Campos (RJ), na Fazenda do Guriri, a 7 de abril de 1840 e falecida em Quissamã (RJ) a 23 de dezembro de 1893. Foi filha do comendador Joaquim Ribeiro de Castro e de dona Anna Seraphina de Castro Carneiro da Silva, sendo, portanto, neta paterna do primeiro barão de Santa Rita e materna do primeiro visconde de Araruama. Foram pais de:
1. Joaquim Carneiro da Silva, casado com sua prima Maria da Conceição Ribeiro de Castro, com descendência.
2. José Joaquim Carneiro da Silva, solteiro.
3. João Carneiro da Silva, solteiro.
4. Maria Justina Carneiro da Silva, casada com seu primo Manoel Jerônimo Ribeiro de Castro, com filhos.
5. Anna Joaquina Carneiro da Silva, casada com seu primo Antonio Álvares de Almeida Pereira, com filhos.
6. Francisca Maria Carneiro da Silva, solteira.
7. Rachel Francisca Carneiro da Silva, Quequé, casada com seu primo Bento Carneiro da Silva, filho do Conde de Araruama. Avós maternos de Octávio Carneiro da Silva, primeiro prefeito de Quissamã, eleito em novembro de 1989.
8. Marietta Carneiro da Silva, solteira.